# Thảm sát Nova Scotia
Thảm sát Nova Scotia là một vụ nổ súng và đốt phá đã diễn ra tại tỉnh Nova Scotia, Canada vào giữa tháng 4, ngày 18 và 19, năm 2020. Thủ phạm là Gabriel Wortman, 51 tuổi, đã giết 22 người trước khi bị cảnh sát giết trong cuộc rượt đuổi bằng xe hơi. Trong số các nạn nhân có một cảnh sát viên Hoàng gia Canada (RCMP), và có ít nhất hai người bị thương.
Đây là cuộc tấn công nhiều người chết nhất trong lịch sử Canada, vượt qua vụ thảm sát École Polytechnique năm 1989, trong đó 15 người đã thiệt mạng. Cảnh sát nói rằng động cơ chưa được biết rõ.

## Diễn biến
Lúc 11:32 tối (UTC-3) vào ngày 18 tháng 4, cảnh sát đã trả lời nhiều cuộc gọi 9-1-1 liên quan đến một vụ việc có liên quan đến súng ống trong cộng đồng nhỏ Portapique, 130 kilômét (81 mi) về phía bắc của Halifax. Họ tìm thấy nhiều người chết và bị thương trong và ngoài một ngôi nhà, nhưng không có kẻ nghi phạm.
Cuộc điều tra qua đêm đã dẫn cảnh sát đến nhiều hiện trường vụ án nằm rải rác trên ít nhất 50 kilômét (31 mi). Vào khoảng 8 giờ sáng ngày 19 tháng 4, cảnh sát tuyên bố rằng họ đang dính líu vào một trường hợp đấu súng. Người dân được khuyên nên ở trong nhà, trong khi một phần của thị trấn đã được sơ tán. Ba tòa nhà và hai chiếc xe đã được báo cáo là đang cháy, cần có phản ứng của lính cứu hỏa.
Gabriel Wortman, 51 tuổi, được xác định là người nổ súng lúc 8:54 sáng ngày 19 tháng 4. Từ 10:04 đến 11:24, Wortman đã được nhìn thấy ở Debert, Brookfield và Milford. Trong cùng một khung thời gian, công chúng đã được cảnh báo rằng ông ta có thể giả làm cảnh sát viên và lái một chiếc xe trông giống như một xe cảnh sát, và ông ta đang đi trên Quốc lộ 4 gần Glenholme. Người dân được yêu cầu tránh xa khu vực này. Cảnh sát yêu cầu công chúng gọi 9-1-1 ngay lập tức nếu họ phát hiện được chiếc xe. Một giờ sau, họ nói rằng ông đã đổi sang một chiếc xe thể thao đa dụng Chevrolet Tracker màu bạc.
Gần mười hai giờ sau khi cảnh sát lần đầu tiên nhận được than phiền về súng, Wortman đã bị cảnh sát giết chết bên ngoài một nhà hàng trạm xăng Irving Oil ở Enfield, khoảng 92 kilômét (57 mi) về phía nam của Portapique và khoảng 40 kilômét (25 mi) về phía bắc của Halifax. Đội ứng phó sự cố nghiêm trọng tuyên bố sẽ tiến hành một cuộc điều tra về vụ nổ súng có liên quan đến cảnh sát viên.

## Nạn nhân
22 người đã thiệt mạng (ngoài nghi phạm), một trong số họ là cảnh sát viên kỳ cựu 23 năm, Constable Heidi Stevenson. Một cảnh sát viên thứ hai bị thương và đang trong tình trạng ổn định. Ít nhất một người khác cũng bị thương. Theo ủy viên Brenda Lucki, một số nạn nhân đầu tiên có mối liên hệ với Wortman, nhưng khi vụ giết người tiếp tục, các mục tiêu trở nên ngẫu nhiên hơn. Các nạn nhân, bao gồm một giáo viên tiểu học và một y tá, được cho là đã chết vì vết thương do súng bắn, nhưng các nguyên nhân khác cũng đang được điều tra.

## Thủ phạm
Người nổ súng được xác định là Gabriel Wortman, 51 tuổi, một nha sĩ làm việc tại khu vực Halifax. Ông có bất động sản ở Portapique và Dartmouth. Ông học trường trung học Riverview ở New Brunswick và ước muốn trở thành một cảnh sát viên. Wortman được chứng minh là có đam mê đến cảnh sát, có sở thích mua các vật kỷ niệm có liên quan và tân trang các xe cảnh sát cũ. Một người gọi nhà của Wortman là "đền thờ" cảnh sát. Ông ta có chứa hai chiếc xe cảnh sát tuần tra gần phòng khám nha khoa của mình.
Không có động cơ nào được biết đưa đến các vụ giết người, và nó không được chính quyền coi là một hành động khủng bố. Tuy nhiên, những người hàng xóm nói rằng Wortman đã phải vật lộn với bệnh nghiện rượu và việc kinh doanh có lãi của anh ta bị ảnh hưởng bởi đại dịch coronavirus, khiến tất cả các dịch vụ nha khoa không thiết yếu phải ngừng lại.

## Phản ứng
Thủ hiến Nova Scotia Stephen McNeil nói với các phóng viên: "Đây là một trong những hành động bạo lực vô nghĩa nhất trong lịch sử tỉnh ta." Ông gửi lời chia buồn tới những người dân bị ảnh hưởng và gia đình của các nạn nhân. Thủ tướng Justin Trudeau cũng bày tỏ lời chia buồn.